# Petar Bojić
Petar Bojić (in serbo Петар Бојић?; Užice, 4 settembre 1991) è un calciatore serbo, centrocampista del Mladost Lučani.

## Carriera
Ha giocato nella massima serie serba e in quella rumena.

## Palmarès

### Club

#### Competizioni nazionali
- Coppa di Serbia: 1

Vojvodina: 2019-2020